# Mario Party 7
Mario Party 7 (マリオパーティ 7, Mario Pāti Sebun) es la séptima entrega de la famosa saga de videojuegos de tablero protagonizada por los personajes de Nintendo. Su lanzamiento en Norteamérica fue el 7 de noviembre de 2005. En esta entrega, el Maestro Kinopio invita a Mario y a sus amigos a un viaje por los mares viajando a bordo del Sea Star. Bowser, enfurecido porque los demás no le han invitado al crucero, intentará arruinarles la fiesta a Mario y compañía. Mario Party 7 fue la última entrega de la saga Mario Party que apareció en la consola Nintendo GameCube, ya que el lanzamiento de Mario Party 8 fue para Wii.

## Personajes jugables
Desde antaño esta saga ha ido aumentando su número de personajes seleccionables. A continuación se citarán los personajes disponibles:
- Mario
- Boo
- Luigi
- Peach
- Daisy
- Yoshi
- Wario
- Waluigi
- Toad
- Toadette
- Birdo (nuevo, desbloqueable)
- Huesitos (nuevo, desbloqueable)

Birdo y Huesitos se desbloquean con 1,000 puntos cada uno en la Tienda Duty-Free.

## Novedades
La principal novedad que se presenta en Mario Party 7 es la de poder jugar hasta ocho personas con cuatro mandos, a razón de dos personas por cada mando. Así se podrán jugar a minijuegos de cooperación o destreza. Dichos juegos se realizan con los botones L, R, el stick de control y el stick C.
La otra novedad es, que a diferencia de Mario Party 6, el número de minijuegos de micrófono ha aumentado, pudiendo jugar minijuegos de cuatro jugadores con micrófono, sin quitar los de 1 contra 3, lógicamente alternándose.

## Modos de juego
Podemos elegir entre diferentes modos de juego:
- Crucero con amigos: Aquí podrás jugar el clásico modo de tableros en batalla real, dos contra dos y hasta ocho jugadores en un mismo tablero.

- Crucero individual: Tendrás la oportunidad de enfrentarte contra un amigo o contra la consola y ver quién es mejor.

- Crucero de Lujo: En este lugar podrás jugar a minijuegos de ocho jugadores o competir en la batalla sobre hielo.

- Crucero de Minijuegos: Podrás jugar todos los minijuegos que vayas desbloqueando (menos de ocho jugadores y el de espacio de micrófono).

- Tienda Duty-Free: Aquí podrás canjear tus puntos de crucero por recuerdos o desbloquear extras y personajes.
- Puente de mando

## Cápsulas
Las Cápsulas son objetos que se utilizan para obtener alta ventaja
- Cápsulas de uso personal: Son aquellas que surte efecto sobre ti. Algunas de estas cápsulas son el champiñón, el champiñón dorado y la cápsula chuchería. Estas cápsulas están representadas con el color verde.

- Cápsulas arrojadizas: Este tipo de cápsulas se lanzan a una casilla y sólo se activa cuando un rival cae en ella. Algunas de estas cápsulas son la planta piraña, el boo rosa, el hermano martillo. Estas cápsulas están representadas con el color amarillo.

- Cápsulas barrera pe: Son cápsulas que se lanzan a una casilla y que se activa cuando un rival la pisa. Algunas son la cápsula bob-omb, la tubería, la cápsula pinchón. Estas casillas una vez activadas desaparecen. Su color representativo es el rojo.

Pero existen cápsulas que solo puden utilizar determinados personajes (estas cápsulas se encuentran coloreadas de celeste):
- Cápsula bola de fuego: Durante tres turnos si adelantas a algún rival le quitas 10 monedas. Exclusiva de Mario y Luigi.

- Cápsula Flor: Con ella podrás pasar por casillas barrera sin que te afecten. Ganarás tres monedas por cada casilla que te desplaces. Exclusiva de Peach y Daisy.

- Cápsula Huevo: Si pasas por alguna casilla de personaje la absorberás y te quedarás con las cápsulas que utilizaron. Exclusiva de Yoshi y Birdo.

- Cápsula Aspiradora: Robarás monedas a todos los jugadores. El número lo decide una ruleta. Exclusiva de Wario y Waluigi.

- Cápsula Mágica: Te volverás invisible durante dos turnos, serás inmune a las trampas y tu tirada se duplicará. Exclusiva de Boo y Huesitos.

- Cápsula Tripleñón: Durante tres turnos tirarás dos dados. Exclusiva de Toad y Toadette.

## Tableros
Los tableros son los siguientes:
- Gran Canal: Éste es un canal europeo, basado en Venecia, Italia.

Modo Party:  En el centro del tablero hay un Blooper, que podría quitarte una estrella. Las estrellas cuestan 20 monedas. Es un tablero fácil, apto para principiantes.
Modo Individual: Tienes que obtener 2 Estrellas antes que tu oponente.
- Pico Pagoda: Una montaña de hace más de 3000 años. Es una réplica de China.

Modo Party: Tendrás que subir a lo alto de esta montaña si quieres comprar tu estrella. Al principio cuestan 10 monedas, pero su precio puede subir hasta 40 monedas.
Modo Individual: Sube a lo alto de la montaña con 100 monedas antes que tu oponente para ganar.
- Parque Pirámide: Un tablero que replica a Egipto y sus pirámides en ruinas.

Modo Party: Aquí, todos los jugadores empiezan con cinco estrellas y deben atropellar a los rivales con los Chomp Cadenas. Es un recorrido de dificultad media.
Modo Individual: Tienes que llegar al tesoro de la tumba llevando más monedas.
- Ciudad Neón: Este tablero es una réplica de Hollywood.

Por esta ciudad estarán repartidos tres cofres: uno contiene una estrella, otro un bob-omb y por último el que queda contiene monedas. Debes pagar dinero a Mini-bowser para poder abrirlos. 
- Villamolinos: El tablero es una réplica de Holanda.

Déjate llevar por estos maravillosos paisajes y compra molinos, que te proporcionarán estrellas, eso sí, si un rival paga más monedas que tú en un molino, él ganará la estrella y tú la perderás. 
- Infierno Mágico de Bowser: Este tablero es una réplica del infierno y es la guarida de Bowser..

Nota: Al principio no se puede jugar, para jugarlo tienes que jugar modo individual y ganar cada tablero, uno por uno, así se desbloqueará.
Este tablero está dividido en 4 islas y cada una tiene su evento:
1.-Adivina en que palo tienes que pararte para llegar al final, pero si no caerás en lava.
2.-Una máquina de Bowser te comerá.
3.-Pelearás contra otro, se empujarán y 1 caerá a la lava.
4.-Viajarás en tren y saltarás para agarrar monedas.
Todas las islas tienen un cañón y saldrás volando a otra isla aleatoriamente.
Cada tiempo de Bowser se hundirá la isla en la que está la estrella, y todos los que están ahí regresarán al inicio y perderán monedas.
Aquí el personaje en la tienda es un Goomba con un casco con forma del caparazón de Bowser.
Modo Party: Tendrás que ser hábil y veloz para conseguir la estrella antes de que se hunda la isla en donde está.
Modo Individual: Consigue una estrella y supera el minijuego final.

## Casillas
Todo juego de Mario Party tiene sus casillas, por donde el jugador se desplazará golpeando un dado del 1 al 10. En este Mario Party, las casillas tienen una forma cuadrada. Aquí están los tipos de casillas en los que se pueden caer.
- Casilla Azul: Si el jugador cae en una casilla azul, obtendrá 3 monedas en el Crucero con amigos, 5 en el Crucero individual.
- Casilla Roja: Cuando el jugador caiga en una casilla roja, perderá 3 monedas en el Crucero con amigos, y en el Crucero individual perderá cinco.
- Casilla de Donkey Kong: Si se cae aquí Donkey Kong vendrá y se podrá jugar sus minijuegos, y si el jugador le gana, conseguirá monedas, que pueden variar de un valor entre 10, 20, o 30, o una estrella, y los minijuegos podrán ser individuales o de multijugador, pudiendo multiplicar un plátano por 1, 2 o 3 monedas. En caso de que se juegue en el Crucero individual, los minijuegos serán siempre individuales, y el premio será siempre de monedas, 10, 20, o, 30.
- Casilla Bowser: Si se tiene la mala suerte de caer en esta casilla Bowser, este vendrá y se jugará a uno de sus minijuegos. Si cuando se cae el jugador no tiene monedas, él le dará 10 monedas. Así como la casilla Donkey Kong, en modo individual, siempre se juega minijuegos individuales. El jugador puede perder la mitad de sus monedas, todas, o una estrella.
- Casillas Evento: Cuando se caiga aquí ocurrirá algo. Depende del tablero en el que se juegue jugando.
- Casilla Mini-Bowser: Si se cae aquí, Mini Bowser vendrá y armará una de las suyas.
- Casillas de Duelo: Si el destino del jugador fue caer en la casilla de duelo, tendrá que competir contra otro personaje y ganar, para poder robarle monedas o estrellas al perdedor.
- Casilla Mic: Es una nueva casilla. Aquí espacio se juega un juego especial (no disponible en el modo de minijuegos). Si el jugador gana, doblará las monedas apostadas, y si pierde, perderá las monedas que haya apostado.

## Minijuegos

#### 4 jugadores
- Melodías pegadizas (Catchy Tunes)
- Rey de la burbuja (Bubble Brawl)
- Seguimiento y rendimiento (Track and Yield)
- Carrera divertida (Fun Run)
- Coñal (Cointagious)
- Paseo por la nieve (Snow ride)
- Imagínate esto (Picture this)
- Fantasma en el pasillo (Ghost in the hall)
- Gran gotero (Big dripper)
- Etiqueta de destino (Target tag)
- Aporrear al Pokey (Pokey pummel)
- Tómame ohm (Take me ohm)
- Karts rodados (Kart wheeled)

4 jugadores mic:
- Destructores de globos (Balloon busters)
- Relojeros (Clock watchers)
- Ataque de dardos (Dart attack)
- Crisis del aceite (Oil crisis)
- Funerario matemático (Mathemortician)

#### 1 contra 3
- La Bomba (La Bomba)
- Rociar cualquier cosa (Spray anything)
- Globosa (Balloonatic)
- Celda hilandera (Spinner cell)
- Recolecciones fáciles (Easy pickings)
- Piensa en el tanque (Think thank)
- Carga de flash (Flashfright)
- Monedas op-bop (Coin-op bop)
- Pogo un go-go (Pogo-a-go-go)

1 contra 3 mic:
- Rueda de la desgracia (Wheel of woe)
- Día de boxeo (Boxing day)
- ¡Sé mi amigo! (Be my chum!)
- Miedo de estratos (StratosFEAR!)
- Número de crujientes (Number crunchers)

#### 2 contra 2
- Zumbido tormentoso
- Azulejo y error
- La batería ram
- Regla cardinal
- Cosecha abundante
- Lunático 4000
- Factor de la esfera
- Volando
- Maniáticos de herbicida
- Esquema de la pirámide
- Pieza del mundo
- Pisar muy fuerte a la araña

Batalla
- Helicorchetes
- La venganza de Monty
- Manos de cubierta
- Farsa aérea
- La cuenta regresiva final

Duelo
- Sueños de tubo de urdimbre
- Peso para ello
- Accesorios locos
- Dame un signo
- Trabajo de puente
- Doctor giratorio
- Lío real
- Saltar y soltar
- Velocidad de luz
- Monos de ira
- Peces y Cheeps
- El campo de Ukiki

#### 8 jugadores
- Batido de verdad
- Escindir
- Sonrisa y barra
- Martillo del correo no deseado
- Dame un freno
- Parachoques a parachoques
- Sincronizar la fila de la nic
- Cuerda una droga
- Conducto y cubierta
- Plaga Bob-ombica
- Senderos infelices
- Absorción de choques

#### Minijuegos de DK
- Salta, hombre
- País de las viñas
- Un puente también corto

Multijugador
- Pela afuera
- Rápidas bananas
- Cambio de tocón

Minijuegos de Bowser
Un jugador
- Ranura o giro
- Cúpula del tesoro
- Túnel de Lava

Multijugador
- Nivel de establo divertido
- Pared financiadora
- Jornada magmágica

Minijuegos extraños
- Hielo que se mueve
- Pega y devuelve

Minijuego de jefe
- Bowscensor